# Megalopsalis walpolensis
Espèce
Megalopsalis walpolensis est une espèce d'opilions eupnois de la famille des Neopilionidae.

## Répartition
Cette espèce est endémique du South West en Australie-Occidentale. Elle se rencontre vers Walpole.

## Description
Les mâles mesurent de 2,13 à 2,30 mm.

## Systématique et taxinomie
Cette espèce a été décrite en 2013 par Christopher K. Taylor (d).

## Étymologie
Son nom d'espèce, composé de walpol[e] et du suffixe latin -ensis, « qui vit dans, qui habite », lui a été donné en référence au lieu de sa découverte, Walpole.

## Publication originale
- (en) Christopher K. Taylor, « Further revision of the genus Megalopsalis (Opiliones, Neopilionidae), with the description of seven new species », ZooKeys, vol. 328,‎ 2013, p. 59–117 (lire en ligne).